# Intervallo di credibilità
In statistica bayesiana, un intervallo di credibilità (o intervallo di confidenza bayesiano) è un intervallo nel dominio di una distribuzione di probabilità a posteriori impiegata per la stima di intervalli. La generalizzazione a problemi multivariati è la regione di credibilità. Gli intervalli di credibilità sono analoghi agli intervalli di confidenza in statistica frequentista.
Per esempio, in un esperimento che determina la distribuzione di incertezza di un parametro {\displaystyle t}, se la probabilità che {\displaystyle t} stia tra 35 e 45 è 0.95, allora {\displaystyle 35\leq t\leq 45} è un intervallo di credibilità al 95%.

## Scegliere un intervallo di credibilità
Gli intervalli di credibilità non sono univocamente associati ad una distribuzione a posteriori. Esistono vari metodi per definire un adeguato intervallo di credibilità, tra i quali:
- Scegliere l'intervallo più stretto, il quale per una distribuzione unimodale coinvolgerà la scelta di quei valori aventi probabilità più elevata tra i quali la moda.
- Scegliere l'intervallo dove la probabilità di avere un valore inferiore a quelli dell'intervallo è uguale a quella di essere superiore. Questo intervallo includerà la mediana.
- Supponendo che la media esista, scegliere l'intervallo per il quale la media è il valore centrale.

È possibile inquadrare la scelta di un intervallo di credibilità nell'ambito della teoria delle decisioni e, in quel contesto, un intervallo ottimale sarà sempre un insieme di densità di probabilità più elevata.

## Distinzioni dell'intervallo di confidenza
Nell'approccio frequentista un intervallo di confidenza al 95% di 35–45 significa che, ripetendo il campionamento dei dati per un numero elevato di volte, il 95% degli intervalli di confidenza calcolati includerebbe il valore vero del parametro in esame. La probabilità che il parametro sia all'interno di un dato intervallo (diciamo 35–45) è 1 oppure 0 (il parametro non casuale è all'interno dell'intervallo oppure no). In termini frequenzistici, il parametro è fissato (non può essere considerato possedere una distribuzione di possibili valori) e l'intervallo di confidenza è casuale (in quanto dipende dal campione di dati raccolto). Antelman (1997, p. 375) riassume un intervallo di confidenza come "... un intervallo generato da una procedura che darà intervalli corretti il 95% delle volte".
In generale, gli intervalli di credibilità bayesiani non coincidono con gli intervalli di confidenza in statistica frequentista per due ragioni:
- gli intervalli di credibilità incorporano informazione contestuale specifica al problema in esame proveniente dalla distribuzione a priori mentre gli intervalli di confidenza sono basati solo sui dati;
- Gli intervalli di credibilità e quelli di confidenza trattano i parametri secondari collegati a quelli in esame (cioè tutti quei parametri statistici che potenzialmente influenzano i parametri in oggetto) in maniera radicalmente differente.

Nel caso di un singolo parametro e di dati che possono essere riassunti in una singola statistica sufficiente, può essere dimostrato che l'intervallo di credibilità e quello di confidenza coincidono se il parametro incognito è un parametro di posizione (ad esempio la media) (cioè la funzione di probabilità "in avanti" ha la forma {\displaystyle \mathrm {Pr} (x|\mu )=f(x-\mu )} ), avente una distribuzione a priori uniforme; e anche se il parametro incognito è un parametro di scala (cioè la funzione di probabilità "in avanti" ha la forma {\displaystyle \mathrm {Pr} (x|s)=f(x/s)} ), con una distribuzione di probabilità a priori di Jeffreys {\displaystyle \scriptstyle {\mathrm {Pr} (s|I)\;\propto \;1/s}}. L'ultima sussiste in quanto prendendo il logaritmo di un parametro di scala lo converte in un parametro di posizione dotato di distribuzione uniforme. Tuttavia questi sono casi, seppure importanti, chiaramente particolari; in generale nessuna equivalenza generale può essere supposta.